# Амвросий (Щуров)
Архиепи́скоп Амвро́сий (в миру Анато́лий Па́влович Щу́ров; 28 марта 1930, Киселёво, Кашинский район, Калининская область, СССР — 8 ноября 2016, Иваново, Россия) — архиерей Русской православной церкви, архиепископ Иваново-Вознесенский и Кинешемский. Профессор политологии и философии, член международной Академии гуманизации образования.

## Биография
Родился 28 марта 1930 года в деревне Киселёво Кашинского района Калининской области в крестьянской семье.
В 1949 году по окончании десяти классов средней школы поступил в Московскую духовную семинарию. Особое влияние на него оказал инспектор семинарии архимандрит Вениамин (Милов), а также профессора Николай Доктусов, протоиерей Сергей Савинский, Дмитрий Боголюбов.
23 июня 1952 года архиепископом Ярославским Димитрием (Градусовым) рукоположён во диакона целибатом. 29 июня, по окончании МДСиА, архиепископом Ивановским Венедиктом (Поляковым) рукоположён во иерея и назначен настоятелем церкви села Толпыгино Ивановской области. Храм, в котором до назначения иерея Анатолия не совершались богослужения, попечением настоятеля был отремонтирован, восстановлено осквернённое кладбище.
17 декабря 1954 года архиепископом Венедиктом (Поляковым) пострижен в монашество и определён настоятелем Крестовой церкви при епархиальном управлении. 31 декабря 1954 года переведён настоятелем Воскресенской церкви села Толпыгино.
24 сентября 1961 года был назначен настоятелем Благовещенской церкви села Воронцово Пучежского района Ивановской области.
11 мая 1962 года был вновь переведён настоятелем Воскресенской церкви села Толпыгино.
26 июля 1965 года зачислен в клир Преображенского кафедрального собора города Иваново, а 4 ноября 1966 года назначен настоятелем этого же собора.
С марта 1965 года служил последовательно благочинным храмов Приволжского, Юрьевецкого, Кинешемского и 1-го округов Ивановской епархии.
С 1965 года член епархиального совета. В 1966 году был возведён в сан архимандрита. С 1967 года — председатель епархиального совета.

### Архиерейство
18 октября 1977 года хиротонисан во епископа Ивановского и Кинешемского. Хиротонию совершали: митрополит Таллинский и Эстонский Алексий (Ридигер), архиепископы Калужский и Боровский Никон (Фомичёв), Волоколамский Питирим (Нечаев), Дмитровский Владимир (Сабодан), епископы Звенигородский Анатолий (Кузнецов) и Рязанский Симон (Новиков).
С 24 июня по 4 июля 1983 год посетил Святую землю и Иерусалим.
25 февраля 1991 года возведён в сан архиепископа.
С 1997 года руководил пастырско-богословскими курсами, впоследствии преобразованными в духовное училище. При Шуйском государственном педагогическом университете им создана кафедра теологии, в 1997 году архиепископу Амвросию присвоено звание почётного профессора теологии Шуйского университета. В 1998 году избран действительным членом Международной академии гуманизации образования.
13 марта 2002 года решением Священного синода титул изменён на «Иваново-Вознесенский и Кинешемский».
В годы управления им епархией было открыто десять монастырей, несколько монашеских общин.
В связи с достижением 75-летия подал прошение о почислении на покой. Священный синод 19 июля 2006 года постановил архиепископа Иваново-Вознесенского и Кинешемского Амвросия почислить на покой и выразил ему благодарность за понесённые долголетние архипастырские труды по управлению Ивановской епархией.
8 августа 2006 года на внеочередном заседании Ивановской областной думы депутаты одобрили предложение о присвоении звания почётного гражданина Ивановской области архиепископу Амвросию.
Скончался утром 8 ноября 2016 года после тяжёлой продолжительной болезни. В связи с кончиной архиепископа соболезнования высказала великая княгиня Мария Владимировна Романова. Отпевание архиепископа Амвросия состоялось в Преображенском храме 10 ноября, погребение — у Петропавловского храма на кладбище в Балине (Иваново). Места отпевания и погребения были указаны в завещании.

## Награды
Церковные:
- орден преподобного Сергия Радонежского II—III степеней;
- орден благоверного князя Даниила Московского II степени;
- орден святителя Иннокентия Московского II степени;
- орден преподобного Андрея Рублева II степени.

Светские:
- орден Почёта
- орден Дружбы